# Gart Westerhout
Gart Westerhout, né le 15 juin 1927 et mort le 14 octobre 2012, est un astronome américain d'origine néerlandaise. Spécialisé dans le domaine de la radioastronomie, il a complété des études à l'université de Leyde, puis a émigré aux États-Unis, où il a occupé plusieurs fonctions académiques et gouvernementales.
Il est surtout connu pour avoir créé le catalogue Westerhout recensant des radiosources,.

## Biographie
Westerhout naît le 15 juin 1927 à La Haye en Hollande-Méridionale. Il est le fils de Gerrit Westerhout dit Gart Westerhout, un architecte, et de Magda Foppe, une écrivaine. D'après William E. Howard III, il commence à s'intéresser à l'astronomie dès son enfance, lorsque son père conçoit un sanatorium permettant à ses patients, atteints de tuberculose, d'observer les constellations lors de leurs séjours.
En 1945, Westerhout entreprend des études d'astronomie à l'université de Leyde. Il commence à se spécialiser en radioastronomie dès le début des années 1950 en travaillant à l'Observatoire de Leyde aux côtés de Hendrik Christoffel van de Hulst et de Jan Oort. Il participe aux premières études de la raie à 21 centimètres.
Il reçoit un diplôme en physique et astronomie, puis un PhD dans ces disciplines en 1958.
Alors qu'il est à l'université, il occupe les postes d'assistant (1952–1956), d'officier scientifique (Scientific Officer, 1956–1959) et d'officier scientifique en chef (1959–1962).
En 1962, il déménage aux États-Unis et devient le premier directeur du programme d'astronomie de l'université du Maryland fondé par Uco van Wijk (en). Poste qu'il occupe jusqu'en 1973. De 1973 à 1977, il est professeur d'astronomie à la même université ainsi que professeur invité à l'Institut Max-Planck de radioastronomie (1973-1974).
De 1977 à 1993, il est le directeur scientifique de l'Observatoire naval des États-Unis.
Il meurt le 14 octobre 2012, à l'âge de 85 ans, à Catonsville, près de Baltimore, dans le Maryland.

## Honneurs et distinctions
L'astéroïde (5105) Westerhout est nommé en son honneur.